# Sudor frío
Sudor frío es una película coproducción argentina-mexicana de terror de 2011 dirigida por Adrián García Bogliano. Es una coproducción de Paura Flics (productora de cine de horror independiente argentina), Mórbido Films (productora de cine de horror mexicana) y Pampa Films, protagonizada por Facundo Espinosa y Marina Glezer, y con el debut actoral de Camila Velasco. La película fue filmada en la ciudad de La Plata y el resto del elenco está conformado con actores oriundos de esta ciudad.

## Sinopsis
Un joven (Facundo Espinosa) en busca de su novia desaparecida (Camila Velasco). Una amiga incondicional (Marina Glezer) dispuesta a todo para descubrir la verdad. Una investigación que culmina en una antigua casa. En su interior los esperan dos asesinos brutales, armados con veinticinco cajas de explosivos que estuvieron perdidos desde la última dictadura militar.

## Reparto
- Facundo Espinosa como Román
- Marina Glezer como Ali
- Camila Velasco como Jacquie
- Omar Musa como Gordon
  - Félix Aloe como joven Gordon

- Omar Gioiosa como Baxter
  - Daniel de la Vega como joven Baxter
- Noelia Vergini como Liz
- Victoria Witemburg como Pía
- Rolf García como Gorka
- Diego Cremonesi como Paco Rimemver

## Recepción
La película fue estrenada internacionalmente en el Festival Internacional de Cine Fantástico y de Terror de México (Mórbido Film Fest) de 2010, obteniendo excelentes críticas.
En cambio, en Argentina ha recibido tanto críticas positivas como negativas. El crítico de cine, Miguel Frías del Diario Clarín la clasificó como "regular" agregando que "El resultado es impecable a nivel técnico. No se puede decir lo mismo del resto de la película." Pero por otro lado, el crítico de cine Adolfo C. Martínez del diario La Nación que la clasificó como "buena", la definió como "una montaña rusa de horror"
Sudor frío en su día de estreno contó con 5.834 espectadores. Entre los estrenos obtuvo el segundo lugar, sólo siendo superada por El Avispón Verde.

## Premios
Nominaciones
- 2011: Premios Sur - Mejor maquillaje y caracterización (Martín Frías y Cintia Gatica Quevedo)
- 2011: Festival Internacional de Cine de Chicago - After Dark Competition[5]
- 2013: Premios Chainsaw (Fangoria) - Mejor película extranjera[6]

## Estrenos
| País                        | Fecha                 | Otros                             |
| --------------------------- | --------------------- | --------------------------------- |
| Bandera de México           | 30 de octubre de 2010 | Mórbido Film Fest                 |
| Bandera de Argentina        | 3 de febrero de 2011  |                                   |
| Bandera de Estados Unidos   | 15 de marzo de 2011   | SXFantastic                       |
| Bandera de los Países Bajos | 15 de abril de 2011   | Imagine Film Festival             |
| Bandera de Brasil           | 2011                  | Fantaspoa Fantastic Film Festival |